# Liste des nominations et distinctions de Sur écoute

Sur écoute a été nommée pour une variété de prix différents, dont deux Primetime Emmy Awards, quinze NAACP Image Awards, deux Prix Edgar-Allan-Poe (dont une distinction ), trois Writers Guild of America Awards (dont une distinction), un Directors Guild of America Award, et a également remporté un Peabody Award. En somme, la série a été nommée pour quarante-trois prix et en a remporté huit. Elle a également été couronnée dans des sondages de critiques. 

## Prix

### Primetime Emmy Awards
| Année | Catégorie                                                                     | Nommé (s)                       | Épisode         | Résultat |
| ----- | ----------------------------------------------------------------------------- | ------------------------------- | --------------- | -------- |
| 2008  | Primetime Emmy Award du meilleur scénario pour une série télévisée dramatique | David Simon et Ed Burns         | "-30"           | Nommé    |
| 2005  | Primetime Emmy Award du meilleur scénario pour une série télévisée dramatique | David Simon et George Pelecanos | "Middle Ground" | Nommé    |

### NAACP Image Awards
| An   | Catégorie                                               | Nommé (s)           | Épisode (s) / saison (s) | Résultat |
| ---- | ------------------------------------------------------- | ------------------- | ------------------------ | -------- |
| 2009 | Meilleur réalisateur dans une série dramatique          | Seith Mann (en)     | "The Dickensian Aspect"  | Nommé    |
| 2009 | Meilleure série dramatique                              |                     | Saison 5                 | Nommé    |
| 2009 | Meilleur second rôle masculin dans une série dramatique | Michael K. Williams | Saison 5                 | Nommé    |
| 2009 | Meilleur second rôle féminin dans une série dramatique  | Sonja Sohn          | Saison 5                 | Nommé    |
| 2007 | Meilleur acteur dans une série dramatique               | Michael K. Williams | Saison 4                 | Nommé    |
| 2007 | Meilleur réalisateur dans une série dramatique          | Seith Mann          | "Home Rooms"             | Nommé    |
| 2007 | Meilleure série dramatique                              |                     | Saison 4                 | Nommé    |
| 2007 | Meilleur second rôle masculin dans une série dramatique | Wendell Pierce      | Saison 4                 | Nommé    |
| 2007 | Meilleur second rôle féminin dans une série dramatique  | Glynn Turman        | Saison 4                 | Nommé    |
| 2005 | Meilleure série dramatique                              |                     | Saison 3                 | Nommé    |
| 2005 | Meilleur second rôle masculin dans une série dramatique | Idris Elba          | Saison 3                 | Nommé    |
| 2005 | Meilleur second rôle féminin dans une série dramatique  | Sonja Sohn          | Saison 3                 | Nommé    |
| 2004 | Meilleur acteur dans une série dramatique               | Wendell Pierce      | Saison 2                 | Nommé    |
| 2004 | Meilleure série dramatique                              |                     | Saison 2                 | Nommé    |
| 2003 | Meilleure série dramatique                              |                     | Saison 1                 | Nommé    |

### Television Critics Association Awards
| Année | Catégorie                                      | Nomination  | Saison   | Résultat |
| ----- | ---------------------------------------------- | ----------- | -------- | -------- |
| 2008  | Heritage Award                                 |             | Saison 5 | Lauréat  |
| 2008  | Meilleur réalisateur pour une série dramatique | David Simon | Saison 5 | Nommé    |
| 2008  | Meilleure série dramatique                     |             | Saison 5 | Nommé    |
| 2008  | Émission de l'année                            |             | Saison 5 | Nommé    |
| 2007  | Meilleure série dramatique                     |             | Saison 4 | Nommé    |
| 2007  | Émission de l'année                            |             | Saison 4 | Nommé    |
| 2004  | Meilleure série dramatique                     |             | Saison 2 | Nommé    |
| 2003  | Meilleure nouvelle série                       |             | Saison 1 | Nommé    |
| 2003  | Meilleure série dramatique                     |             | Saison 1 | Nommé    |
| 2003  | Émission de l'année                            |             | Saison 1 | Nommé    |

### Writers Guild of America Awards
| Année | Catégorie                                             | Nomination | Épisode (s) / saison (s) | Résultat |
| ----- | ----------------------------------------------------- | --- | ------------------------ | -------- |
| 2009  | Meilleur scénario pour une série télévisée dramatique | Ed Burns, Chris Collins (en), Dennis Lehane, David Mills, George Pelecanos, Richard Price, David Simon et William F. Zorzi               | Saison 5                 | Nommé    |
| 2008  | Meilleur scénario pour une série télévisée dramatique | Ed Burns, Kia Corthron (en), Dennis Lehane, David Mills, Eric Overmyer, George Pelecanos, Richard Price, David Simon et William F. Zorzi | Saison 4                 | Lauréat  |
| 2008  | Meilleur scénario pour un épisode dramatique          | David Simon et Ed Burns | "Final Grades"           | Nommé    |

### Autres récompenses
| Année | Prix                           | Catégorie                                                                                  | Nomination | Épisode (s) / saison (s) | Résultat |
| ----- | ------------------------------ | ------------------------------------------------------------------------------------------ | --- | ------------------------ | -------- |
| 2009  | Crime Thriller Awards          | The TV Dagger                                                                              | | Saison 5                 | Lauréat  |
| 2009  | Crime Thriller Awards          | Meilleur acteur                                                                            | Dominic West | Saison 5                 | Lauréat  |
| 2009  | DGA Awards                     | Outstanding Directorial Achievement in Dramatic Series' - Night                            | Daniel Attias | "Transitions"            | Lauréat  |
| 2009  | Prix Eddie                     | Best Edited One-Hour Series for Non-Commercial Television                                  | Kate Sanford | "More With Less"         | Nommé    |
| 2009  | IFTA Award                     | Best Actor in a Lead Role in Television                                                    | Aidan Gillen | Saison 5                 | Lauréat  |
| 2007  | Eddie Award                    | Best Edited One-Hour Series for Non-Commercial Television                                  | Kate Sanford | "Boys of Summer"         | Lauréat  |
| 2007  | Prix Edgar-Allan-Poe           | Meilleur long métrage télévisé / mini-série                                                | Ed Burns, Kia Corthron, Dennis Lehane, David Mills, Eric Overmyer, George Pelecanos, Richard Price, David Simon et William F. Zorzi | Saison 4                 | Lauréat  |
| 2007  | Prix Golden Reel               | Best Sound Editing in Television: Short Form - Dialogue and Automated Dialogue Replacement | Jennifer Ralston, Igor Nikolic et Matthew Haasch                                                                                    | "Misgivings"             | Nommé    |
| 2006  | Satellite Awards               | Satellite Award de la meilleure série télévisée dramatique                                 | | Saison 4                 | Nommé    |
|       | American Film Institute Awards | Top 10 des séries télévisées de l'année                                                    | | Saison 3                 | Lauréat  |
| 2005  | GLAAD Media Award              | Outstanding Drama Series                                                                   | | Saison 3                 | Nommé    |
| 2004  | Prix ASCAP                     | Top séries télévisées                                                                      | Tom Waits | Saison 2                 | Lauréat  |
| 2003  | Artios Award                   | Meilleur casting pour un épisode pilote dramatique                                         | Alexa L. Fogle et Pat Moran | "The Target"             | Lauréat  |
| 2003  | American Film Institute Awards | Top 10 des séries télévisées de l'année                                                    | | Saison 2                 | Lauréat  |
| 2003  | Prix Edgar-Allan Poe           | Meilleur épisode télévisé                                                                  | David Simon et Ed Burns | "The Target"             | Nommé    |
| 2003  | GLAAD Media Award              | Série dramatique exceptionnelle                                                            | | Saison 2                 | Nommé    |
| 2003  | Peabody Award                  | Area of Excellence                                                                         | |                          | Lauréat  |

## Sondages critiques
| An   | Prix                              | Catégorie                 | Saison   | Résultat |
| ---- | --------------------------------- | ------------------------- | -------- | -------- |
| 2006 | Broadcasting & Cable Critics Poll | Meilleur série dramatique | Saison 4 | Lauréat  |
| 2006 | Broadcasting & Cable Critics Poll | Meilleure série           | Saison 4 | Lauréat  |
| 2006 | Time Magazine's Best/Worst List   | Top Television Show       | Saison 3 | Lauréat  |
| 2002 | Time Magazine's Best/Worst List   | Top Television Show       | Saison 1 | Lauréat  |